# Roager Sogn
Roager Sogn ist eine Kirchspielsgemeinde (dän.: Sogn)  im südlichen Dänemark. Bis 1970 gehörte sie zur Harde Hviding Herred im damaligen Tønder Amt, danach zur Ribe Kommune im erweiterten Ribe Amt, die im Zuge der  Kommunalreform zum 1. Januar 2007 in der „neuen“  Esbjerg Kommune in der Region Syddanmark aufgegangen ist.
Im Kirchspiel leben 590 Einwohner, davon 329 im Kirchdorf (Stand:1. Januar 2023). Im Kirchspiel liegt die Kirche „Roager Kirke“.
Nachbargemeinden sind im Nordwesten Vester Vedsted Sogn und Ribe Domsogn, im Norden Seem Sogn, im Osten Spandet Sogn, im Süden Vodder Sogn in der Tønder Kommune und im Westen Hviding Sogn.